# Орлёнок (посёлок)
Орлёнок — посёлок в Шелеховском районе Иркутской области России. Входит в состав Большелугского городского поселения.

## География
Посёлок находится вблизи места слияния рек Малая Олха и Большая Олха, на расстоянии примерно 18 км к югу от города Шелехов, административного центра района.

## Население
| 2002 | 2010 | 2011 | 2012 |
| ---- | ---- | ---- | ---- |
| 31   | ↘15  | →15  | →15  |

### Половой состав
Согласно результатам переписи 2002 года, численность населения посёлка составляла 31 человек (18 мужчин и 13 женщин).
Согласно результатам переписи 2010 года, в посёлке проживало 15 человек (9 мужчин и 6 женщин).

## Улицы
Уличная сеть посёлка состоит из одной улицы (ул. Железнодорожная).